# Коць Катерина Карпівна
Коць Катерина Карпівна (нар. 3 жовтня 1916 Чорторийськ, Волинська область, Луцьк) — українська довгожителька, вік якої не підтверджено Групою геронтологічних досліджень (GRG). Наразі вона є найстарішою живою людиною в Україні та найстарішою коли небудь людиною у Луцьку та Волинській області. Її вік становить 108 років, 251 день.

## Біографія
Коць Катерина Карпівна народилася 3 жовтня 1916 року в селі Чорторийськ, Волинська область, Луцьк. В її родині було троє дітей, вона була наймолодшою. Батько помер коли їй був один рік, тому мати виховувала їх сама.
Катерина вийшла заміж за односельчанина якого звали Юхим. Він був старшим за неї на кілька років.
У 1944 році німецькі солдати зайшли в Чорторийськ та знищили будинок родини. Катерина з маленькою донькою на ім'я Галина на руках втекла до лісу. У 1946 вони відбудували новий будинок де в подружжя народилася друга донька яку назвали Таїсією, а пізніше у них народилася третя донька.
Її мама прожила 102 роки, а сестра більше 90 років.
Вона була активною жінкою допомагала рідним на городі і могла легко збирати картоплю. Однак у віці 106-ти років вона зламала ногу і з тої пори майже не ходить.
Станом на 2024 рік у неї було троє живих дітей, 9 внуків 11 правнуків та 10 праправнуків. Один її внук на ім'я Михайло зараз захищає Україну від окупанта, коли Росія у 2022 році вторглася в Україну.
Наразі вона проживає зі своєю донькою Галиною, якій зараз 81 рік в селі Чорторийськ, Волинська область, Луцьк у віці 108 років, 251 день.

## Рекорди довгожителя
- 18 серпня 2022 року після смерті Євгенії Яковенко, Катерина стала найстарішою живою людиною в Україні.